# Matthias Körner (Autor)
Matthias Körner (* 23. September 1954 in Kamenz) ist ein deutscher Schriftsteller, Feature- und Hörspielautor.

## Leben
Körner stammt aus einer Lehrerfamilie. Er studierte nach dem Abitur im Jahr 1973 von 1975 bis 1979 an der Sektion Pflanzenproduktion der Humboldt-Universität zu Berlin mit dem Abschluss Diplomagraringenieur. Anschließend war er bei einer Landwirtschaftlichen Produktionsgenossenschaft (LPG) im Kreis Kamenz tätig und absolvierte ein Fernstudium am Literaturinstitut Leipzig, wonach er als Bezirkssekretär des Cottbuser Schriftstellerverbandes in der LPG halbtags tätig war.
Körner realisierte Arbeiten für Film und Fernsehen, Hörspiele, Features und Prosa. Zu seinem ersten Roman Die Totenkeule und zu seiner Novelle Galgenfrist schrieb Ulrich Plenzdorf Drehbücher. Sein Filmessay Und führe uns nicht in Versuchung zu einem Film über das Vaterunser von 1992, gedreht im Tagebau Welzow-Süd, wurde für ein katholisches Filmfestival in Polen nominiert. Sein Stück Kein letzter Tag wurde am Staatstheater Cottbus uraufgeführt.
Körner ist Mitglied im PEN-Zentrum und im Verband deutscher Schriftstellerinnen und Schriftsteller.
Körner lebt in Illmersdorf, einem Ortsteil der brandenburgischen Stadt Drebkau.

## Auszeichnungen
- 1990: Hans-Marchwitza-Preis, Akademie der Künste
- 1991: Kurzhörspielpreis, Deutschlandsender Kultur
- 1992: Brandenburgischer Literaturpreisförderpreis, Land Brandenburg
- 1992: Literaturpreis Umwelt für Galgenfrist (Novelle; 1993), Land Nordrhein-Westfalen
- 1994: Ehm-Welk-Literaturpreis für Landleben (Kurzerzählung; 1994)
- 2015: Brandenburgischer Kunst-Förderpreis für Der Mann, der mit Fahrrad aus dem Zug steigt, Land Brandenburg[3][4]

Körner erhielt zudem mehrere Stipendien.

## Werke (Auswahl)
Bücher
- Die Totenkeule. Roman; Mitteldeutscher Verlag, Halle/Saale 1988, ISBN 978-3-354-00318-7
- Tödliches Wasser. Kriminalroman, Gustav Kiepenheuer Verlag, 2003, ISBN 978-3-378-00652-2[5]

Bildbände
- mit Thomas Kläber: Park und Schloss Branitz. Auf den Spuren Fürst Pücklers. Regia-Verlag, Cottbus 2001, ISBN 978-3-936092-34-9
- mit Thomas Kläber: Dort senke dich auf ein Paradies. Die Gartenlandschaften des Fürsten Pückler. Gustav Kiepenheuer Verlag, 2006, ISBN 978-3-378-01083-3

Hörspiele
- Wintervorrat. Kurzhörspiel; 1991 (Produktion: Funkhaus Berlin; Regie: Angelika Perl; Dramaturgie: Gabriele Bigott)
- Das kalte Herz. Bearbeitung nach Wilhelm Hauff; 1992 (Produktion: DS Kultur; Regie: Gerda Zschiedrich; Komposition: Hermann Naehring)
- Bruder Heinrich. 2000 (Produktion: MDR, Kathrin Kiehl; Regie: Wolfgang Rindfleisch)
- Abschied. Fünfteilige Hörstück-Reihe; 2000 (Produktion: RBB; Regie: Peter Groeger; Komposition: Peter Gotthardt)
- Ein Leben zum ironischen Tod. Hörbild; 2001

Features
- Reif fürs Museum? 1996
- 100 Jahre Oskar Schmidt. 1997
- Was hätten wir anders machen sollen? 1998
- Annaburg. (fünf Folgen), 2000
- Die Hühnerprinzessin. 2003
- Günter Gaus. Ein ständiger Vertreter verändert Deutschland. 2004
- Wie erhält man Paradiese. Der Gartendenkmalpfleger Dieter Hennebo. 2005
- Der Geist der freien Genossenschaft. Das Leben des Hermann Schulze-Delitzsch. 2008
- Das weiße Gold. 2010
- Das Gold der Lausitz. 2011
- Das Gartenreich Wörlitz. Modell einer idealen Welt. 2011 (Produktion: MDR; Regie: Christoph Dietrich)
- Jedes Sorbenherz ein Fels. Die Geschichte der Domowina. 2012 (Produktion: MDR; Regie: Nikolai von Koslowski)
- Der Abgesang der Wale. Walfang auf den Lofoten. 2012 (Produktion: MDR; Regie: Ulf Köhler)
- Dresdens Mäzen und Bankrotteur Graf Brühl. Vom Pagen zum Premierminister. 2013 (Produktion: MDR; Regie: Stefan Kanis)
- Grundwasser. Die schleichende Flut. 2014 (Produktion: MDR; Regie: Matthias Seymer)
- Der leise Frieden mit dem Krieg. 2016 (Produktion: MDR; Regie: Sabine Ranzinger)

Film und Fernsehen
- 1992: Und führe uns nicht in Versuchung. Filmessay
- 1994: Hierzulande. Fernsehen; vier Folgen
- 2001: Lena und Paul. Drehbuch mit Helmut Fischer; TV-Zeichentrickserie; zehn Folgen (Koproduktion: Rothkirch Cartoon-Film, Baumhaus Medien AG und ORB; Regie: Maya Gräfin Rothkirch)